# Comté de Casey
Le Comté de Casey est un comté de l'État du Kentucky, aux États-Unis, fondé en 1807.
C'est un dry county.

## Géographie
Le comté est situé dans la Knobs region.
Le point culminant est situé à Green River Knob à 545 m.